# Menesia
Menesia is een kevergeslacht uit de familie van de boktorren (Cerambycidae). De wetenschappelijke naam van het geslacht werd voor het eerst geldig gepubliceerd in 1856 door Mulsant.

## Soorten
Menesia omvat de volgende soorten:
- Menesia livia (Pascoe, 1867)
- Menesia akemiae Makihara, 1992
- Menesia albifrons Heyden, 1886
- Menesia bicoloricornis Breuning, 1963
- Menesia bimaculata Breuning, 1954
- Menesia bipunctata (Zoubkoff, 1829)
- Menesia burmanensis Breuning, 1954
- Menesia calliope (Thomson, 1879)
- Menesia cana (Aurivillius, 1925)
- Menesia clytoides (Gahan, 1912)
- Menesia dallieri (Pic, 1926)
- Menesia discimaculata (Aurivillius, 1924)
- Menesia eclectica (Pascoe, 1867)
- Menesia fasciolata (Aurivillius, 1922)
- Menesia flavoantennata Breuning, 1954
- Menesia flavotecta Heyden, 1886
- Menesia georgiana (Thomson, 1879)
- Menesia gleneoides Breuning, 1965
- Menesia guttata (Aurivillius, 1920)
- Menesia immaculipennis Breuning, 1954
- Menesia javanica Breuning, 1954
- Menesia kalshoveni Breuning, 1957
- Menesia laosensis Breuning, 1963
- Menesia latevittata Breuning, 1954
- Menesia longipes Breuning, 1954
- Menesia longitarsis Breuning, 1954
- Menesia makilingi (Heller, 1924)
- Menesia matsudai Hayashi, 1985
- Menesia nigra (Aurivillius, 1922)
- Menesia nigriceps (Aurivillius, 1903)
- Menesia nigricornis (Aurivillius, 1913)
- Menesia niveoguttata (Aurivillius, 1925)
- Menesia ochreicollis Breuning, 1954
- Menesia octoguttata Breuning, 1954
- Menesia palliata (Pascoe, 1867)
- Menesia pulchella (Pascoe, 1867)
- Menesia sexvittata Breuning, 1962
- Menesia shelfordi (Aurivillius, 1923)
- Menesia signifera (Thomson, 1865)
- Menesia subguttata Breuning, 1954
- Menesia sulphurata (Gebler, 1825)
- Menesia transversevittata Breuning, 1954
- Menesia transversonotata Heller, 1924
- Menesia vitiphaga Holzschuh, 2003
- Menesia vittata (Aurivillius, 1920)
- Menesia walshae Breuning, 1960
- Menesia yuasai (Gressitt, 1935)